# Yamaha TDM 850
Yamaha TDM 850 – japoński motocykl typu funbike produkowany przez firmę Yamaha w latach 1991-2002.
Nowatorska konstrukcja oraz projekt najlepszych japońskich projektantowi wprowadziła nowy styl motocykli - turystyczne enduro. W Polsce i na świecie ceniony jako uniwersalny motocykl turystyczny. Po drobnych adaptacjach używany również w lekkim terenie.

## Dane techniczne/Osiągi
Silnik: R2

Pojemność silnika: 849 cm³

Moc maksymalna: 78 KM/7800 obr./min

Maksymalny moment obrotowy: 79 Nm/6000 obr./min

Prędkość maksymalna: 207 km/h 

Przyspieszenie 0-100 km/h: 4,0 s